# Schlei

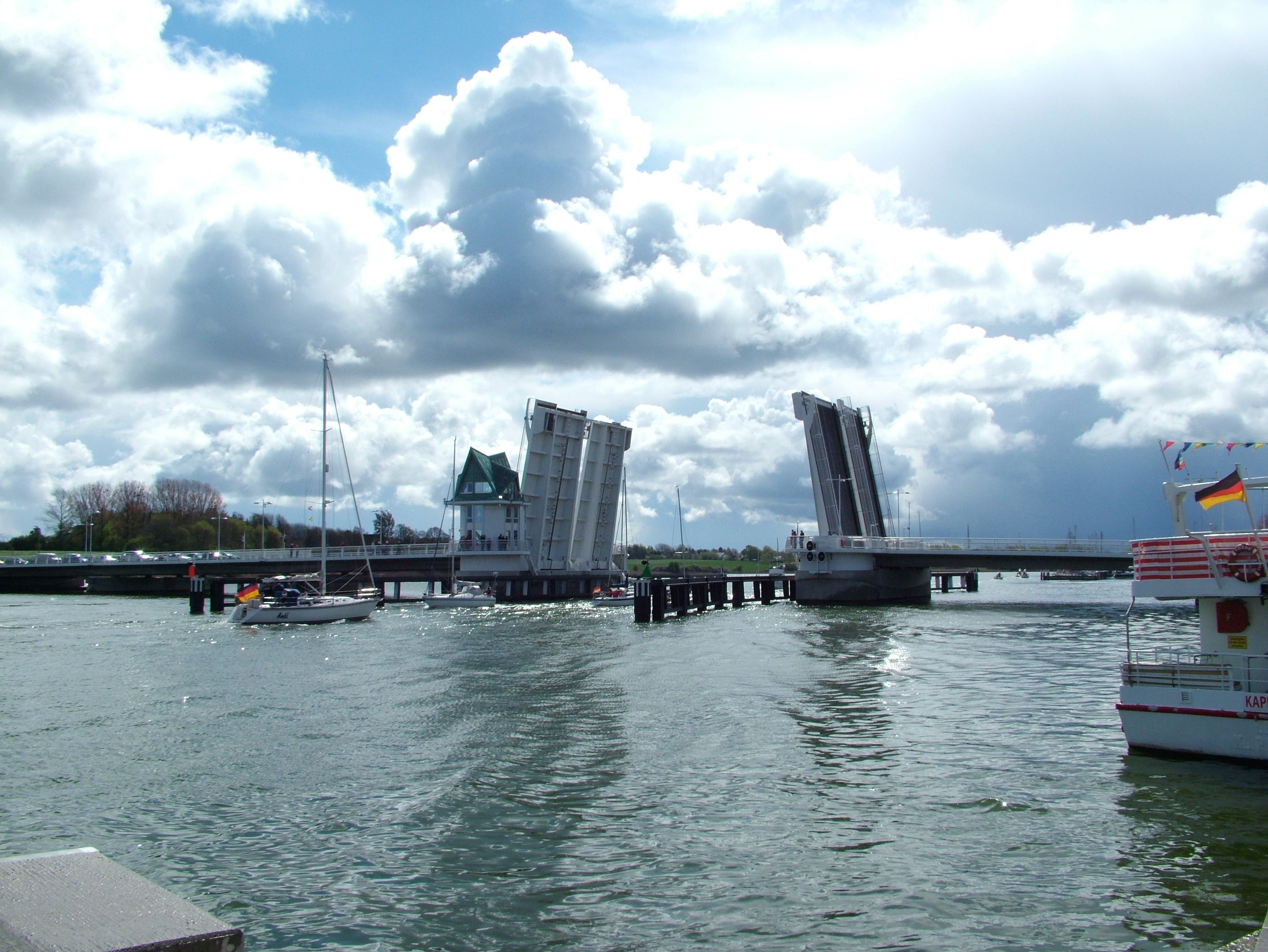
Le pont sur la Schlei à Kappeln.

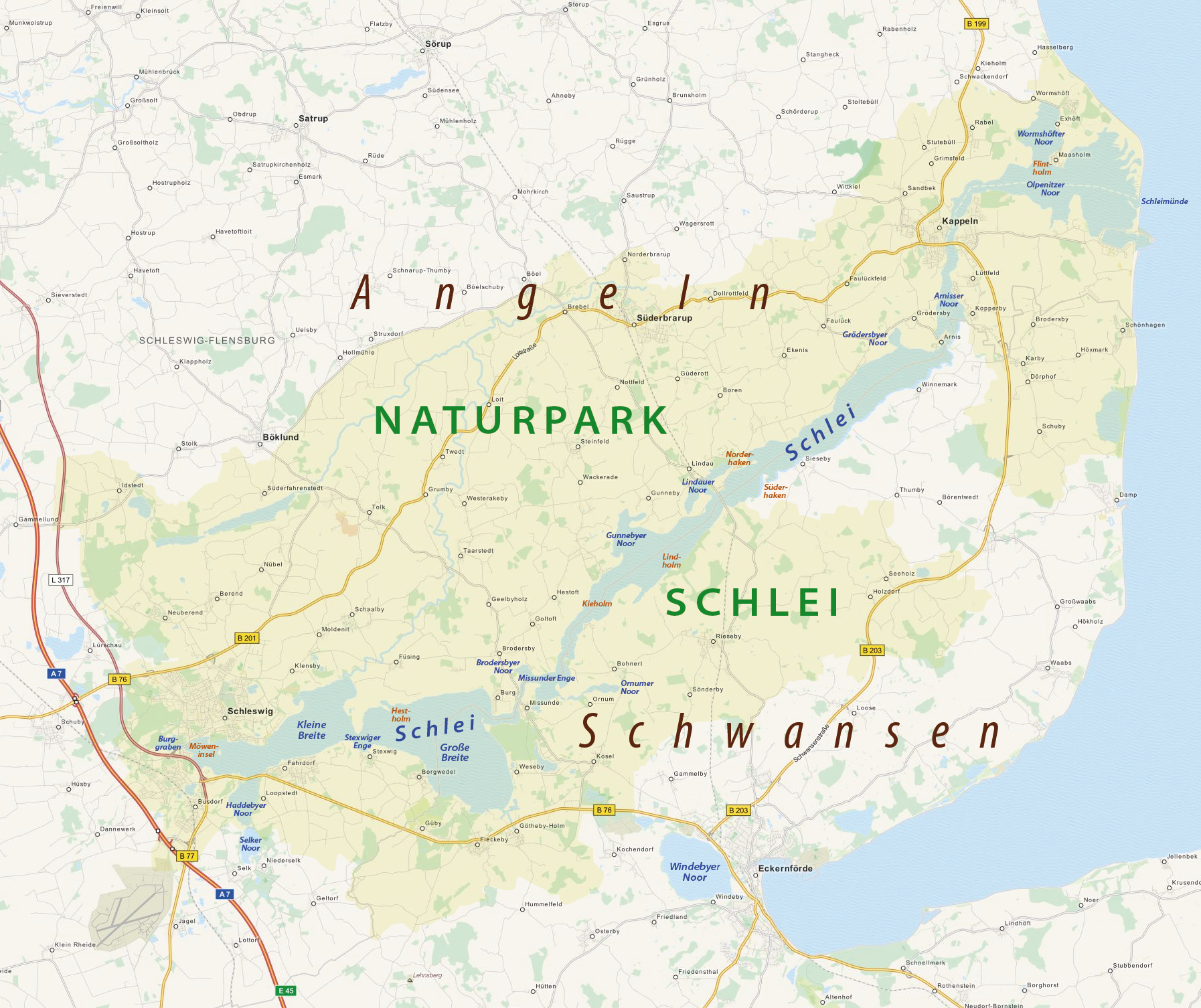

La Schlei (bas allemand : Slie ou Schlie, danois : Slien) est un bras de la mer Baltique qui se trouve dans le Schleswig-Holstein, dans le Nord de l'Allemagne. Il a une longueur de 42 kilomètres et s'étend de Schleimünde jusqu'à la ville de Schleswig.